# 오오츠카 사에
오오츠카 사에(일본어: 大塚 紗英 おおつか さえ[*])는 2015년부터 활동하고 있는 일본의 싱어송라이터, 여성 성우이다. 1995년 10월 10일 출생. 가나가와현 출신.